# خوراک فوق فرآوری

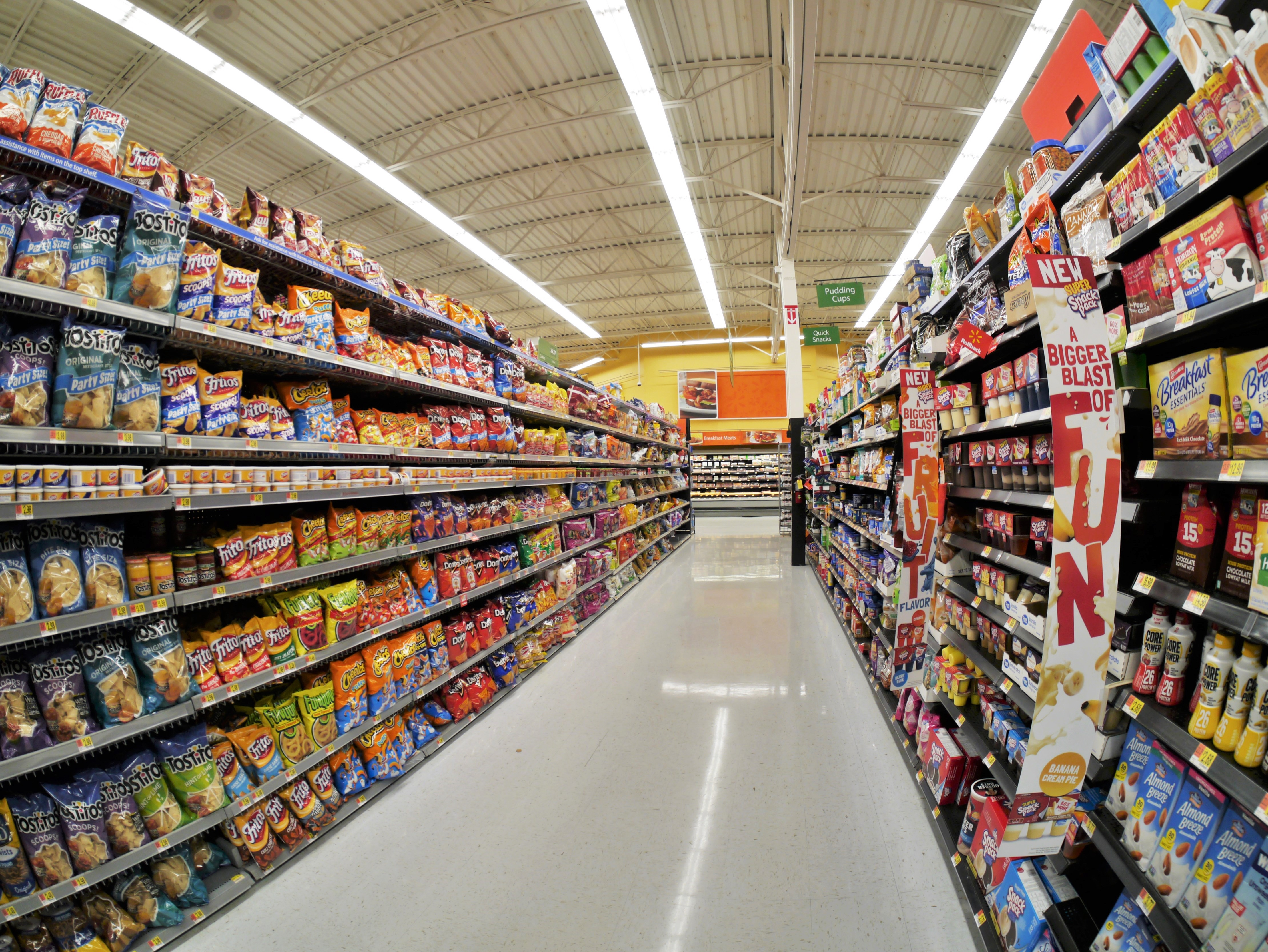
چیپس سیب زمینی و سایر خوراک‌های فوق فرآوری شده در فروشگاه وال‌مارت، وناتچی، واشینگتن

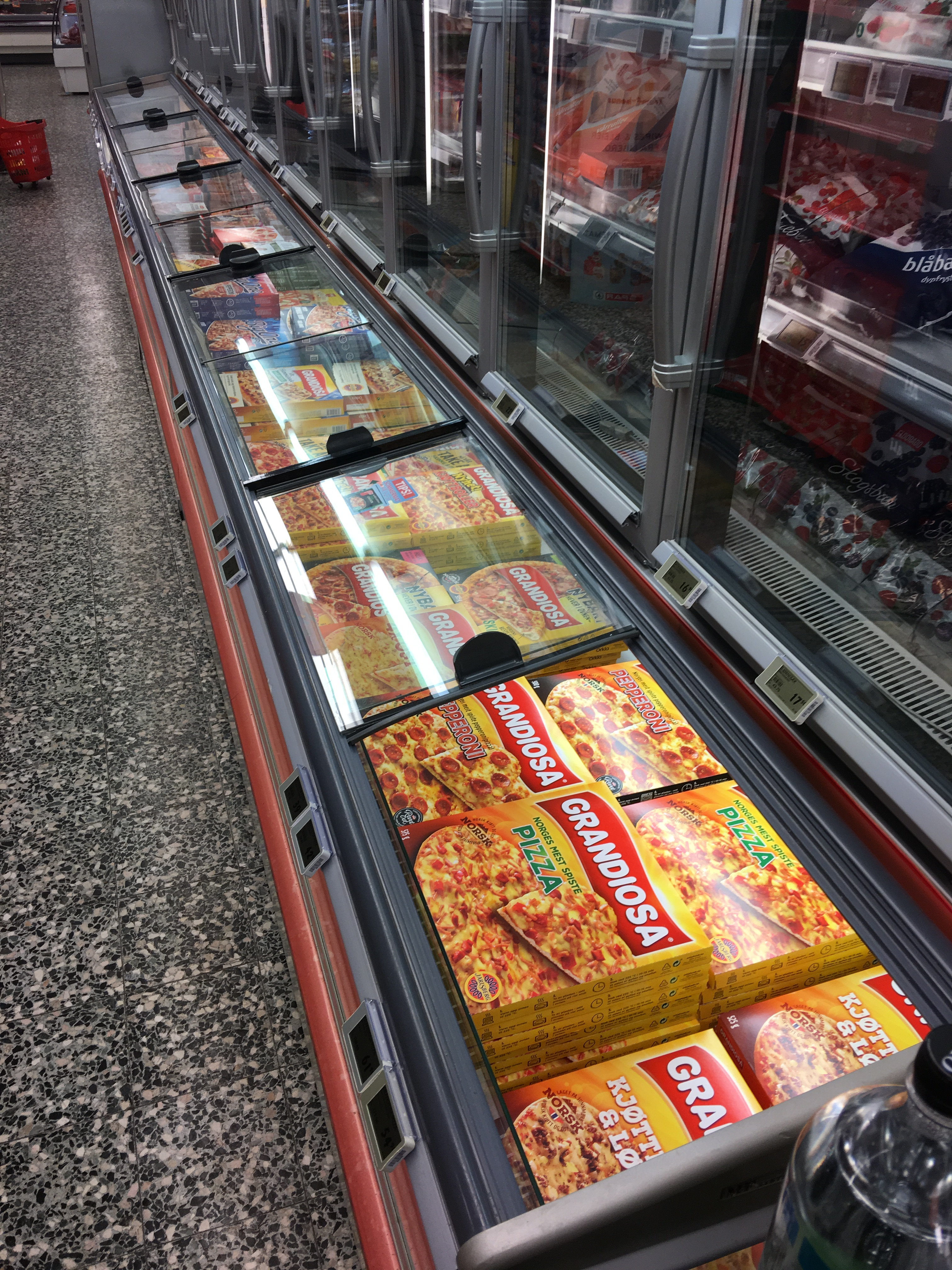
پیتزای منجمد گراندیوزا در فریزر صندوقی سوپرمارکت اسپار در تیومه، نروژ

خوراک‌های فوق فرآوری شده (Ultra-processed food) محصولات خوراکی و نوشیدنی هستند که معمولاً توسط شرکت‌های فراملیتی و شرکت‌های بسیار بزرگ بر روی فرآوری انواع خاصی از مواد غذایی متمرکز شده‌اند. این خوراک‌ها به گونه‌ای طراحی شده‌اند که «مناسب، خوردن در حال حرکت، بسیار خوش طعم و جذاب برای مصرف‌کنندگان، و از همه مهم‌تر، سودآوری فراوان برای شرکت‌های بزرگ تولید مواد خوراکی به دلیل هزینه کم تولید مواد اولیه باشند». خوراک فوق فرآوری را نباید با غذای آماده (processed food) اشتباه گرفت.

## تعریف
مفهومی واژه خوراک فوق فرآوری شده در ابتدا توسط کارلوس مونتیرو، محقق تغذیه برزیلی، به همراه تیمش در مرکز تحقیقات اپیدمیولوژیک در تغذیه و سلامت (NUPENS) در دانشگاه سائوپائولو، برزیل ابداع شد. آنها استدلال می‌کنند که «مسئله نه خوراک است، نه مواد مغذی، بلکه فرآوری» و «از نظر سلامت انسان، در حال حاضر، برجسته‌ترین تقسیم‌بندی غذاها و نوشیدنی‌ها از نظر نوع، درجه و هدف از پردازش."
در گزارش‌های آژانس‌های سازمان ملل متحد، در سال ۲۰۱۹ مشخصات و تعاریف خوراک‌های فوق فرآوری شده منتشر شده، در نشریات، در پایگاه داده‌های اوپن فود فکتس و در رسانه‌ها موجود است.
- نوشابه‌های گازدار
- میان‌وعده‌های بسته‌بندی شده شیرین، چرب یا نمکی
- آب نبات (شیرینی)
- نان و نان بسته‌بندی شده تولید انبوه
- کوکی‌ها (بیسکویت)
- شیرینی
- کیک و مخلوط کیک
- مارگارین و سایر اسپردها
- غلات صبحانه شیرین
- ماست میوه ای شیرین و نوشیدنی‌های انرژی زا
- سوپ‌ها، رشته‌ها و دسرهای فوری پودری و بسته‌بندی شده
- غذاهای گوشت، پنیر، پاستا و پیتزا از قبل آماده شده
- ناگت و چوب مرغ و ماهی
- سوسیس، همبرگر، هات داگ و سایر محصولات گوشتی بازسازی شده.[۴][۵]

### طبقه‌بندی مواد غذایی نووا (NOVA)
سیستم طبقه‌بندی مواد غذایی نووا (NOVA) (نام است نه مخفف) بر اساس ماهیت، وسعت و هدف پردازش مواد خوراکی صنعتی است. گروه‌ها عبارتند از:
1. خوراک‌های فرآوری نشده یا با حداقل فرآوری
2. مواد اولیه آشپزی فرآوری شده
3. خوراک‌های فراوری شده
4. محصولات خوراکی و نوشیدنی فوق فرآوری شده[۷][۸]

پردازش معمولاً ضروری است و تقریباً تمام مواد غذایی به نوعی فرآوری می‌شوند. اصطلاح فوق پردازش به پردازش مواد صنعتی مشتق شده از غذاها اشاره دارد، به عنوان مثال با اکسترود کردن، قالب‌گیری، شکل‌دهی مجدد، هیدروژناسیون و هیدرولیز. غذاهای فوق فرآوری شده به‌طور کلی شامل افزودنی‌هایی مانند نگهدارنده‌ها، شیرین کننده‌ها، تقویت کننده‌های حسی، رنگ‌ها، طعم‌ها و مواد کمکی پردازشی نیز می‌شوند، اما مواد غذایی کامل کم یا اصلاً وجود ندارد. آنها ممکن است با ریز مغذی‌ها غنی شوند. هدف این است که محصولات غذایی آماده برای خوردن یا گرم کردن بادوام، راحت و خوش طعمی مناسب برای مصرف به عنوان میان‌وعده یا جایگزینی ظروف و وعده‌های غذایی تازه تهیه شده با پایه غذایی ایجاد شود.

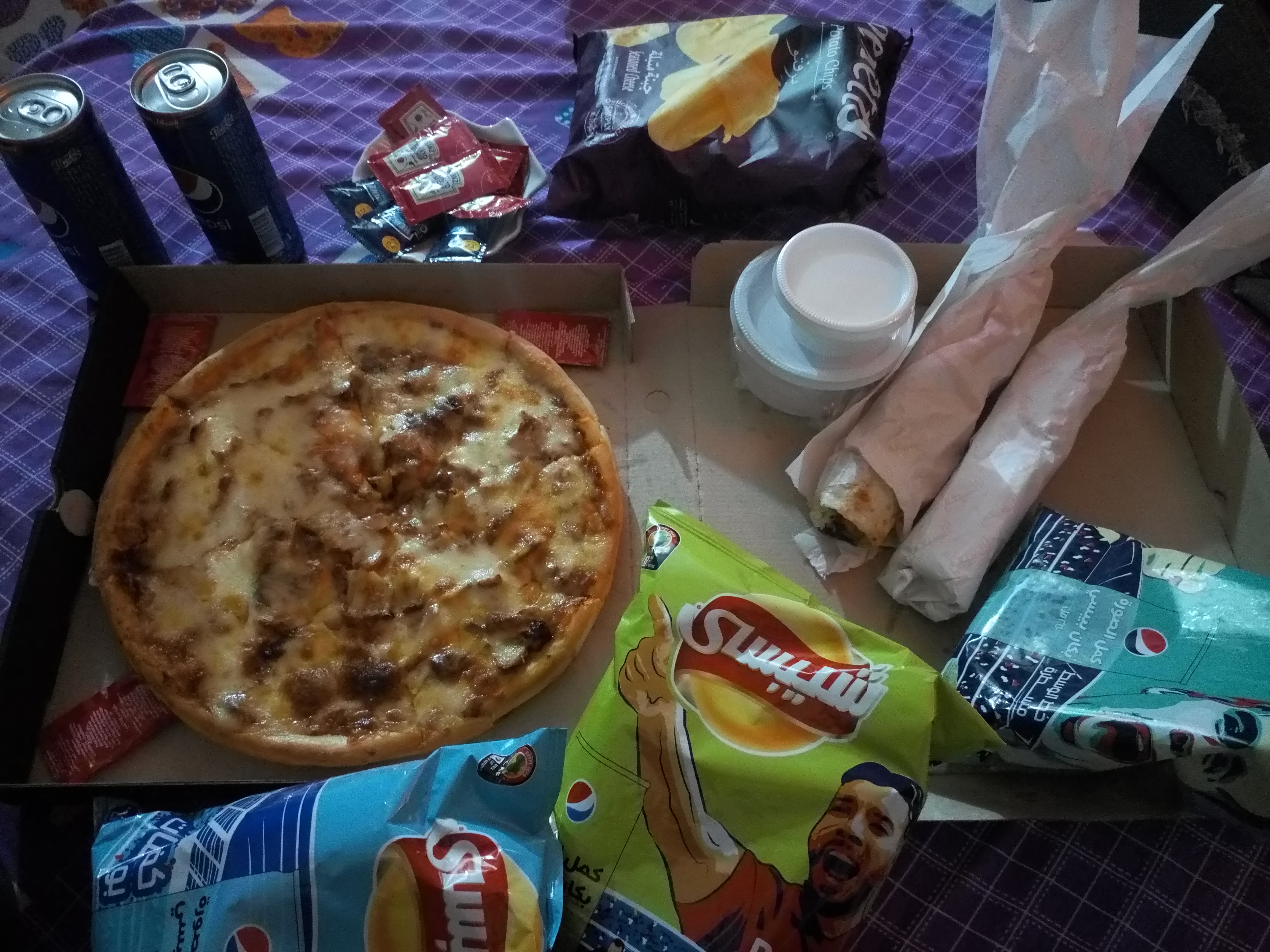
انواع خوراک‌های فوق فرآوری شده

## اقتصاد
خوراک‌های فوق فرآوری شده بخش مهمی از سود شرکت‌های تولید مواد خوراکی هستند زیرا بر مواد کم هزینه متکی هستند و اغلب از حاشیه سود بالاتری برخوردار هستند.
آنها برای جذابیت گسترده بین مصرف‌کننده طراحی شده‌اند. در حالی که نودل‌های فوری اغلب به عنوان کربوهیدرات پایه در وعده‌های غذایی معمولی استفاده می‌شوند، بسیاری از غذاهای فوق فرآوری شده اغلب غذاهای دلخواه برای میان‌وعده‌ها هستند. غذاهای فوق فرآوری شده معمولاً از ماندگاری طولانی‌تر سود می‌برند، که برای مصرف‌کنندگان کم درآمد بدون دسترسی مطمئن به یخچال، نکته مهمی است. از جمله دلایل دیگر محبوبیت غذاهای فوق فرآوری شده، هزینه ارزان مواد اصلی آنها و بازاریابی تهاجمی، به ویژه در کشورهای با درآمد متوسط است.

## تأثیرات
مطالعات اپیدمیولوژیک منتشر شده از سال ۲۰۱۲ در کشورهایی از جمله برزیل، شیلی، کلمبیا، مکزیک، ایالات متحده آمریکا، کانادا، بریتانیا، فرانسه، اسپانیا، استرالیا و تایوان به‌طور مداوم نشان می‌دهد که افزایش یا مصرف زیاد مواد غذایی فوق فرآوری شده با کاهش همراه است. کیفیت رژیم غذایی یا افزایش بروز چاقی یا بیماری‌های مزمن غیرواگیر مانند دیابت، فشار خون بالا، بیماری‌های قلبی، برخی سرطان‌ها و مرگ و میر زودرس. در یک کارآزمایی تصادفی و کنترل‌شده توسط محققان مؤسسه ملی سلامت ایالات متحده که در سال ۲۰۱۹ منتشر شد، نشان داد که مصرف غذاهای فوق‌فرآوری‌شده باعث افزایش مصرف انرژی و افزایش چربی و وزن کل بدن می‌شود.

## ارزیابی‌ها
کاربرد طبقه‌بندی NOVA و مفهوم پردازش فوق العاده آن مورد انتقاد قرار گرفته‌است. بیشتر انتقادات منتشر شده از NOVA از سوی نویسندگانی است که به نوعی با تولیدکنندگان مواد غذایی فوق فرآوری شده، سازمان‌های نماینده آنها یا سازمان‌هایی که آنها حمایت می‌کنند مرتبط هستند. نظرات سرمقاله BMJ 2018:

## پوشش رسانه ای
یک مطالعه طولی فرانسوی از گروه Nutri Net Santé که در سال ۲۰۱۸ منتشر شد نشان‌دهنده همبستگی بین مواد غذایی فوق‌فرآوری‌شده و خطر سرطان بود، برخی رسانه‌ها را بر آن داشت تا عنوان‌های هشداردهنده‌ای منتشر کنند و ادعا کنند که خوردن چنین غذایی ممکن است خطر ابتلا به سرطان را افزایش دهد یا خطر ابتلا به سرطان را افزایش می‌دهد. این عنوان‌ها بر اساس سوء تفاهم رایج بین مغالطه علت شمردن همبستگی بود.